# Трехо Гонсалес, Рафаэль
Рафаэль Трехо Гонсалес (исп. Rafael Trejo González; 9 сентября 1910 — 30 сентября 1930) или Фело — кубинский революционер, деятель студенческого движения. Студент третьего курса юридического факультета Гаванского университета, один из руководителей студенческой Ассоциации права, убитый в 1930 году во время борьбы молодёжи против диктатуры Херардо Мачадо.

## Биография
Рафаэль Трехо Гонсалес родился 9 сентября 1910 года в городке Сан-Антонио-де-лос-Баньос. В 1919 году семья переехала в столичный район Ла-Вибора. После окончания начальной школы он поступил в Colegio de Belén, где проучился три года. В 17 лет он окончил Гаванский институт, после чего поступил на юридический факультет Гаванского университета 30 сентября 1927.

### Участие в студенческой борьбе
Куба переживала период политических и социальных потрясений под властью проамериканской диктатуры Мачадо, и 1927 год был особенно трудным. Студенты всё активнее участвовали в событиях на острове. В разгар этой борьбы в марте 1927 года было создано Управление студентов университета. В этой беспокойной университетской среде Трехо приобрёл революционное сознание, солидаризуясь с программой реформ университета: автономия, университетская демократия, моральное и научное обновление профессуры. За короткое время он заслужил дружбу и симпатию своих сокурсников, которые избрали его вице-президентом Ассоциации студентов-юристов в 1930 году. Выступал активным участником борьбы против диктатуры Мачадо, в защиту конституционных прав и свобод и за отмену «Поправки Платта».

### Гибель
30 сентября 1930 года Трехо организовал крупную студенческую демонстрацию. Студенты собирались пройти к дому профессора Энрике Хосе Вароны, чтобы поддержать его в противостоянии расширению полномочий президента. Акция проходила под лозунгами «Долой Мачадо!» и «Долой тиранию!».
Узнав о планах Совета, полиция окружила университетский холм и начала разгон студентов. В составе передового отряда, пытавшегося прорвать осаду силовиков Трехо был смертельно ранен выстрелом. Его доставили в больницу скорой помощи, но после сложной операции он скончался на следующий день, 1 октября, в 21:30; ему было двадцать лет. Ему пытался помочь и также был тяжело ранен Пабло де ла Торриенте Брау, который впоследствии описал кровавые события в нескольких хрониках, опубликованных, в том числе, в журналах «Альма-матер» и «Богемия». 
Организованное им выступление студентов, за которое революционер Рафаэль Трехо отдал свою жизнь, явилось важной вехой в истории освободительной борьбы кубинского народа и началом конца режима Мачадо. Кровавые события потрясли общественное мнение, оппозиция усиливалась и 12 августа 1933 года положила конец диктатуре. «Я готов пожертвовать всем, чтобы увидеть всё, чего хотел Хосе Марти», — сказал однажды Трехо, в итоге также ставший символом свободы для кубинского народа (и особенно студенчества).